# Бояршинов, Александр
Алекса́ндр Боя́ршинов (род. 20 июня 1963) — советский легкоатлет, специалист по спортивной ходьбе. Наивысших успехов добился в середине 1980-х годов, обладатель серебряной медали Игр доброй воли в Москве, серебряный призёр чемпионата СССР и Спартакиады народов СССР, многократный призёр первенств всесоюзного и всероссийского значения, участник чемпионата Европы в Штутгарте. Представлял Кемерово и Новосибирск, спортивное общество «Урожай» и Вооружённые силы.

## Биография
Александр Бояршинов родился 27 мая 1960 года. Занимался лёгкой атлетикой в Кемерове и Новосибирске, выступал за добровольное спортивное общество «Урожай» и Советскую Армию.
Первого серьёзного успеха на всесоюзном уровне добился в сезоне 1985 года, когда на зимнем чемпионате СССР по спортивной ходьбе в Алуште с личным рекордом 39:47.2 выиграл серебряную медаль в дисциплине 10 000 метров.
В 1986 году на чемпионате страны, прошедшем в рамках Игр доброй воли в Москве, завоевал серебряную награду в дисциплине 20 км, уступив на финише лишь своему соотечественнику Алексею Першину. Благодаря этому успешному выступлению вошёл в основной состав советской сборной и удостоился права защищать честь страны на чемпионате Европы в Штутгарте — преодолел дистанцию в 20 км с личным рекордом 1:24:16, расположившись в итоговом протоколе соревнований на восьмой строке. Также в этом сезоне принимал участие в IX летней Спартакиаде народов СССР в Ташкенте — в 20-километровой дисциплине показал время 1:29:12 и получил серебро, пропустив вперёд Виктора Мостовика.